# Emile Masson (1888)
Emile Joseph Ghislain Masson (Morialmé, 16 oktober 1888 – Bierset, 25 oktober 1973) was een Belgisch wielrenner. Hij was beroepsrenner tussen 1913 en 1925 en boekte een aantal mooie overwinningen. Hij was de vader van de succesrijke renner Émile Masson jr (1915).

## Belangrijkste overwinningen
1913
- 4e etappe Ronde van België

1919
- 5e etappe Ronde van België
- Eindklassement Ronde van België

1922
- 11e etappe Ronde van Frankrijk
- 12e etappe Ronde van Frankrijk
- 4e etappe Ronde van België

1923
- 2 etappe Ronde van België
- Eindklassement Ronde van België
- Bordeaux-Parijs

## Resultaten in voornaamste wedstrijden
| Jaar | Ronde van Italië | Ronde van Frankrijk | Ronde van Spanje |
| ---- | ---------------- | ------------------- | ---------------- |
| 1913 |                  |                     |                  |
| 1914 |                  |                     |                  |
| 1919 |                  |                     |                  |
| 1920 |                  | 5e                  |                  |
| 1921 |                  |                     |                  |
| 1922 |                  | 38e (2)             |                  |
| 1923 |                  | 48e                 |                  |

| Jaar | Ronde van Vlaanderen | Parijs-Roubaix | Luik-Bast.‑Luik | Parijs-Brussel |
| ---- | -------------------- | -------------- | --------------- | -------------- |
| 1913 |                      | 39e            |                 |                |
| 1914 |                      |                |                 |                |
| 1919 |                      | 8e             |                 | Zilver         |
| 1920 | 4e                   |                |                 | 13e            |
| 1921 |                      | 9e             |                 |                |
| 1922 |                      | ↑              |                 |                |
| 1923 | 6e                   | 7e             | 5e              | 7e             |

- Bibliothèque nationale de France: cb16908912z (data)
- International Standard Name Identifier: 0000 0004 5100 1660
- Virtual International Authority File: 316738236